# 오가사와라 나가사토
오가사와라 나가사토(일본어: 小笠原 長邕 おがさわら ながさと[*])는 부젠국 나카츠번 5대 번주이다.

## 생애
쇼토쿠 원년 (1711년) 8월 21일, 4대 번주 오가사와라 나가노부의 장남으로, 에도에서 태어났다. 쇼토쿠 3년 (1713년), 아버지가 사망하면서 뒤를 이었다. 하지만, 너무 어렸기 때문에 이누카이 사에몬과 마루야마 총감 등의 보좌를 받았다.
교호 원년 (1716년) 9월 6일, 6살의 나이로 사망했다. 후계자가 없어, 나카츠번 오가사와라가는 후계자 없음으로 개역이 되었다. 다만, 번조인 오가사와라 타다나가 등의 공적을 고려한 막부에 의해 나가사토의 동생 나가오키가 하리마 안지번 1만석으로 이봉 입번이 됨으로써 존속은 허락받았다.